# Microregione di Fernandópolis
Fernandópolis è una microregione dello Stato di San Paolo in Brasile, appartenente alla mesoregione di São José do Rio Preto.

## Comuni
Comprende 11 comuni:
- Estrela d'Oeste
- Fernandópolis
- Guarani d'Oeste
- Indiaporã
- Macedônia
- Meridiano
- Mira Estrela
- Ouroeste
- Pedranópolis
- São João das Duas Pontes
- Turmalina